# Gouvernement régional de Hesse
Le gouvernement du Land de Hesse (Hessische Landesregierung) est l'organe du pouvoir exécutif dans le Land de Hesse, en Allemagne. Il se compose du Ministre-président et des ministres.

## Composition
En vertu de l'article 101 de la Constitution régionale (VdLH), le Ministre-président est élu par le Landtag (parlement régional) et nomme les ministres qui composeront son gouvernement. Ceux-ci doivent cependant être confirmés par les députés régionaux. Une fois élu, le chef de l'exécutif prête serment devant le Parlement. Les ministres en font de même devant le Ministre-président, et en présence du Landtag (article 111 VdLH).

### Gouvernement intérimaire
Selon l'article 113 de la Constitution régionale, lorsqu'aucune majorité ne se dégage à la suite de l'élection du Landtag, le gouvernement sortant continue d'assurer l'intérim jusqu'à la formation d'un nouveau cabinet. Si cela se révèle impossible, le gouvernement intérimaire convoque des élections anticipées. Ce cas de figure s'est présenté en trois occasions et a conduit par deux fois à la dissolution du Parlement régional. La troisième fois a abouti à la formation de la première coalition rouge-verte en Allemagne).

## Siège
Le siège du gouvernement, ainsi que la résidence et les bureaux du Ministre-président, se situe à la Chancellerie d'État (en allemand : Hessische Staatskanzlei), installée depuis 2004 dans l'ancien Hôtel Rose, à Wiesbaden, capitale du Land. Avant la Seconde Guerre mondiale, l'exécutif siégeait à Darmstadt.
Le gouvernement régional est présidé depuis 2011 par Boris Rhein (CDU).